# Catherine de Aragon
Catherine  Aragon (n. 16 decembrie 1485, Alcalá de Henares, Coroana Castiliei – d. 7 ianuarie 1536, Kimbolton⁠(d), Anglia, Regatul Unit) a fost fiica regelui Ferdinand de Aragon și a reginei Isabella de Castilla. A fost căsătorită succesiv cu 2 fii ai regelui Henric al VII-lea al Angliei: mai întâi cu Arthur, prinț de Wales, decedat la foarte scurt timp după căsătorie, apoi cu Henric, care îi va succede la tron tatălui său. A fost mama reginei Maria I a Angliei, cunoscută ca Mary cea sângeroasă.

## Viața

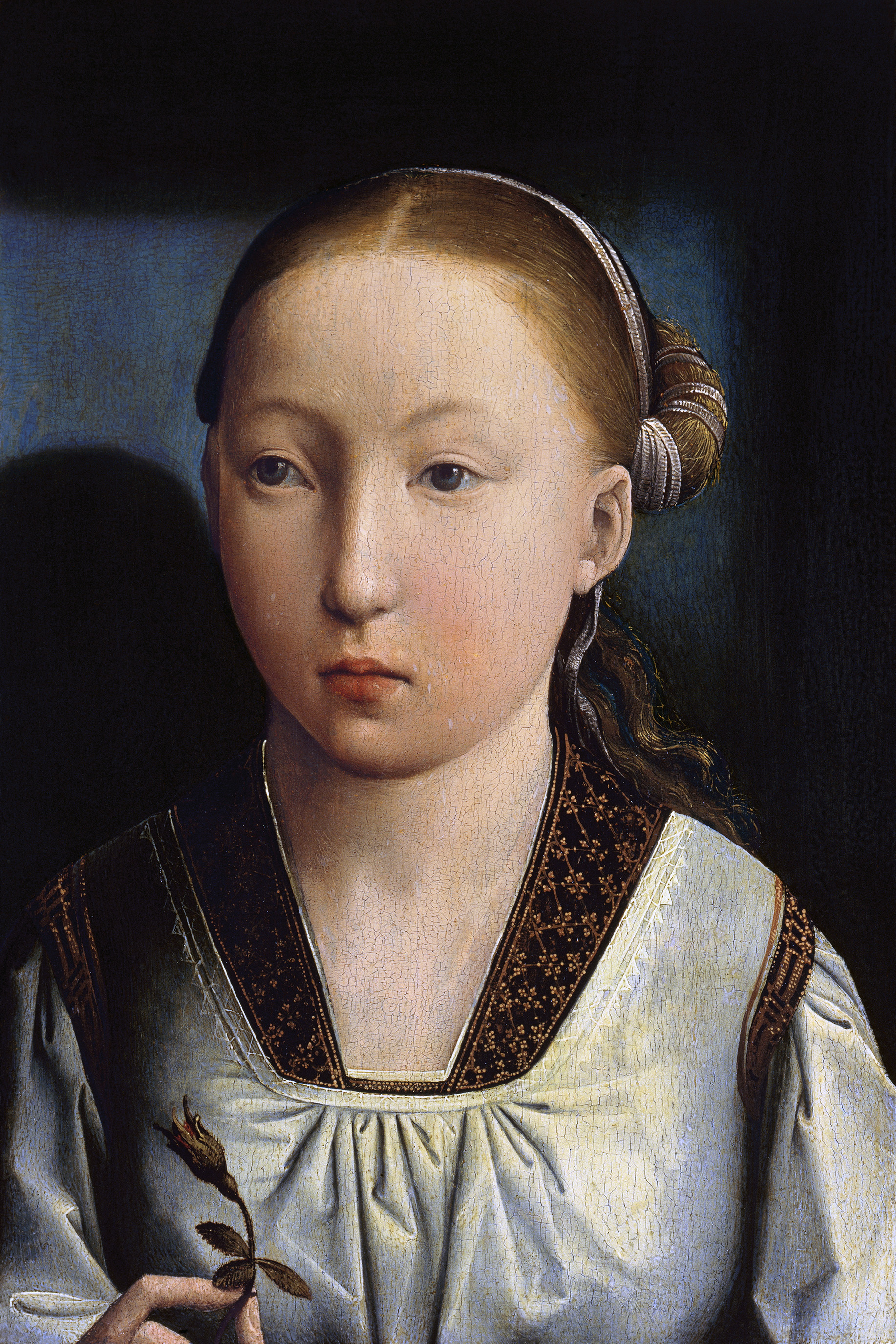
Catherine în copilărie, portret de Juan de Flandra, 1485

### Prima căsătorie
La vârsta de numai 3 ani, părinții au aranjat căsătoria ei cu fiul lui Henric al VII-lea al Angliei (Henry VII), Arthur, în vârstă de numai 2 ani. Cei doi s-au căsătorit pe 14 noiembrie 1501 la Catedrala Sfântul Paul (Old St. Paul's Cathedral) din Londra. După numai șase luni, aflându-se la Ludlow Castle, cei doi soți se îmbolnăvesc grav. Arthur moare pe 2 aprilie 1502, dar Catherine de Aragon supraviețuiește, pentru a rămâne văduvă înainte de a împlini 16 ani.

### A doua căsătorie
Pentru a nu fi nevoit să înapoieze zestrea adusă de Catherine, la 14 luni de la moartea soțului ei, Henric al VII-lea al Angliei îi aranjează logodna cu celălalt fiu al său, Henric, duce de York, viitorul rege Henric al VIII-lea, prea tânăr pentru a se putea căsători la acea dată. Dar moartea Isabellei de Castilia, mama Catherinei, schimbă perspectiva regelui asupra acestei logodne. În 1505, Henric al VII-lea nu mai era în relații bune cu Spania. El amână ostentativ căsătoria tânărului Henric sub pretextul că acesta nu are vârsta potrivită (era cu cinci ani mai tânăr decât Catherine). Între 1505-1509, Catherine de Aragon trăiește aproape ca o prizonieră la Durham House, în Londra.
După moartea tatălui său, în 1509, una din primele acțiuni ale proaspătului rege Henric al VIII-lea a fost să se căsătorească cu Catherine de Aragon. Pentru căsătoria lor a fost necesară o dispensă papală, Henric fiind frate cu primul ei soț. Pentru a obține această dispensă, Catherine a trebuit să declare că mariajul ei cu Arthur nu fusese consumat. Cei doi s-au căsătorit pe 11 iunie 1509, la șapte ani după moartea prințului Arthur, printr-o ceremonie privată la Greenwich Church. Ceremonia de încoronare a celor doi soți ca rege și regină a Angliei a avut loc pe 24 iunie 1509, la Catedrala Westminster.
Cuplului regal i s-au născut șase copii. Din nefericire, nici unul din cei cinci băieți născuți din căsătoria lor nu a supraviețuit suficient după naștere. Patru s-au născut morți. Al doilea născut, Henric, duce de Cornwall, venit pe lume la 1 ianuarie 1511, nu a trăit decât 52 de zile. În 1516 Catherine a dat naștere penultimului ei copil, o fiică, botezată Mary, singurul copil supraviețuitor al cuplului regal, care va deveni ulterior regină a Angliei și Irlandei.

### Divorțul de Henric al VIII-lea

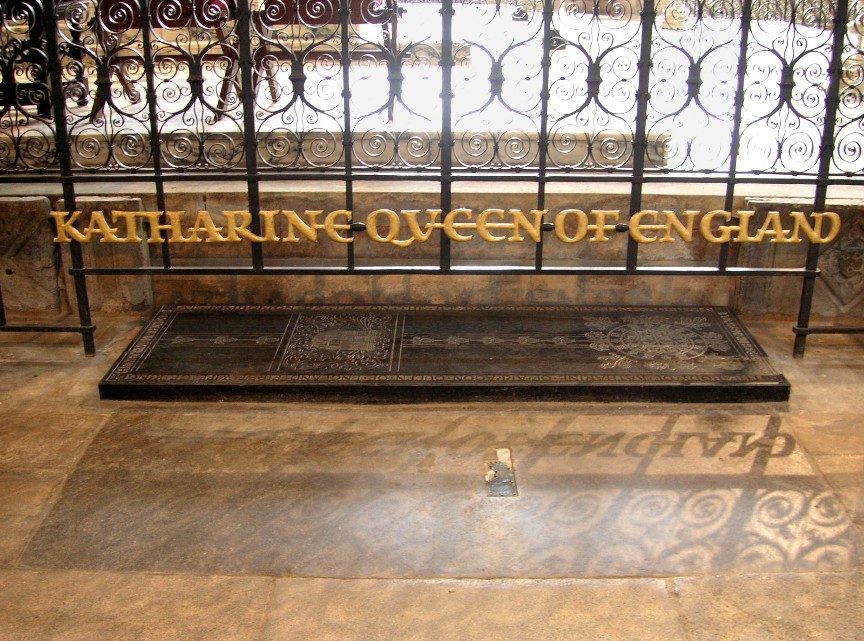
Mormântul Catherinei de Aragon, la Catedrala Peterborough

Frustrat de faptul că nu avea un urmaș masculin la tron, într-o vreme în care nu mai existase precedentul ca o femeie să acceadă la domnie, și îndrăgostit de Anne Boleyn, una din domnișoarele de onoare din suita reginei, în 1527 Henric a solicitat papei Clement al VII-lea anularea căsătoriei cu Catherine. Dezbaterile au durat câțiva ani. Exasperat că nu a primit un răspuns favorabil din partea Papei, Henric îl sfidează, asumându-și supremația asupra chestiunilor religioase în 1531,sub titlul de Conducător suprem al Bisericii și clerului din Anglia și rupând relațiile diplomatice cu Roma. În 1532 o repudiază pe Catherine, după 23 de ani de căsătorie. Această repudiere, cunoscută ca divorțul regal (într-o epocă în care nu exista noțiunea de divorț), marchează ieșirea clerului catolic din  Anglia de sub autoritatea papală și nașterea Bisericii Anglicane. Anularea căsătoriei, refuzată de Clement al VII-lea în 1530, a fost pronunțată în 1533 de Thomas Cranmer, fost capelan al familiei Boleyn și noul arhiepiscop de Canterbury. La câteva zile după pronunțarea divorțului, Henric al VIII-lea s-a căsătorit cu Ann Boleyn.
După divorț, Catherine de Aragon a fost exilată de la Curte la castelul Kimbolton, în comitatul Cambridgeshire, unde a murit pe 7 ianuarie 1536. A fost înmormântată la Catedrala Peterborough, ca prințesă văduvă de Wales (Dowager Princess of Wales) - singurul titlu recunoscut de rege după divorț, ca văduvă a fratelui său - și nu ca Regină a Angliei.

## Familie
Cu Henric al VIII-lea al Angliei, fratele primului ei soț, a avut copii:
- Un fiu născut mort (31 Ianuarie 1510)
- Henric, Duce de Cornwall (1 Ianuarie 1511 – 22 Februarie 1511). Nașterea sa a fost celebrată ca una pentru moștenitorul tronului, iar moartea sa va duce la începerea unor crize conjugale.
- Un fiu care a murit la câteva ore după ce s-a născut (17 Septembrie 1513)
- Un fiu care a murit la câteva ore după ce s-a născut (Noiembrie 1514)
- Maria I, Regina Angliei (18 Februarie 1516 –  17 Noiembrie 1558). A fost prima femeie care a domnit peste Anglia. Regina Maria este numită de către oponenții protestanți ca Maria cea Sângeroasă.
- O fiică născută moartă ( 10 Noiembrie 1518)